# Vranjak (samhälle)
Vranjak är ett samhälle i Bosnien och Hercegovina.   Det ligger i entiteten Republika Srpska, i den norra delen av landet, 120 km norr om huvudstaden Sarajevo. Vranjak ligger 248 meter över havet och antalet invånare är 2 370.
Terrängen runt Vranjak är kuperad söderut, men norrut är den platt. Terrängen runt Vranjak sluttar norrut. Närmaste större samhälle är Odžak, 13,4 km nordost om Vranjak. 
I omgivningarna runt Vranjak växer i huvudsak lövfällande lövskog. Runt Vranjak är det ganska tätbefolkat, med 67 invånare per kvadratkilometer.